# Олес Гончар
Олександър Терентиевич Гончар (Оле́ксандр (Оле́сь) Тере́нтійович Гонча́р) е украински и съветски писател, публицист и обществен деятел, един от най-видните представители на украинската художествена проза от втората половина на 20 век. Носител е на множество награди - герой на социалистическия труд, герой на Украйна, лауреат на Ленинска и Сталинска награда, както и на държавната награда на СССР. Гончар е член на Националната академия на науките на Украйна и член на КПСС от 1946 година.
Ражда се в семейство на селски работници, които почиват много млади и е отгледан от дядо си и баба си. Учи журналистика. Започва да публикува през 1937 година. През 1938 година записва филология в Харковския университет. През 1941 година заминава доброволец на фронта.
Някои от по-известните му произведения са „Циклон“, „Таврия“ и „Човек и оръжие“.